# 喬凡尼·史特拉薩

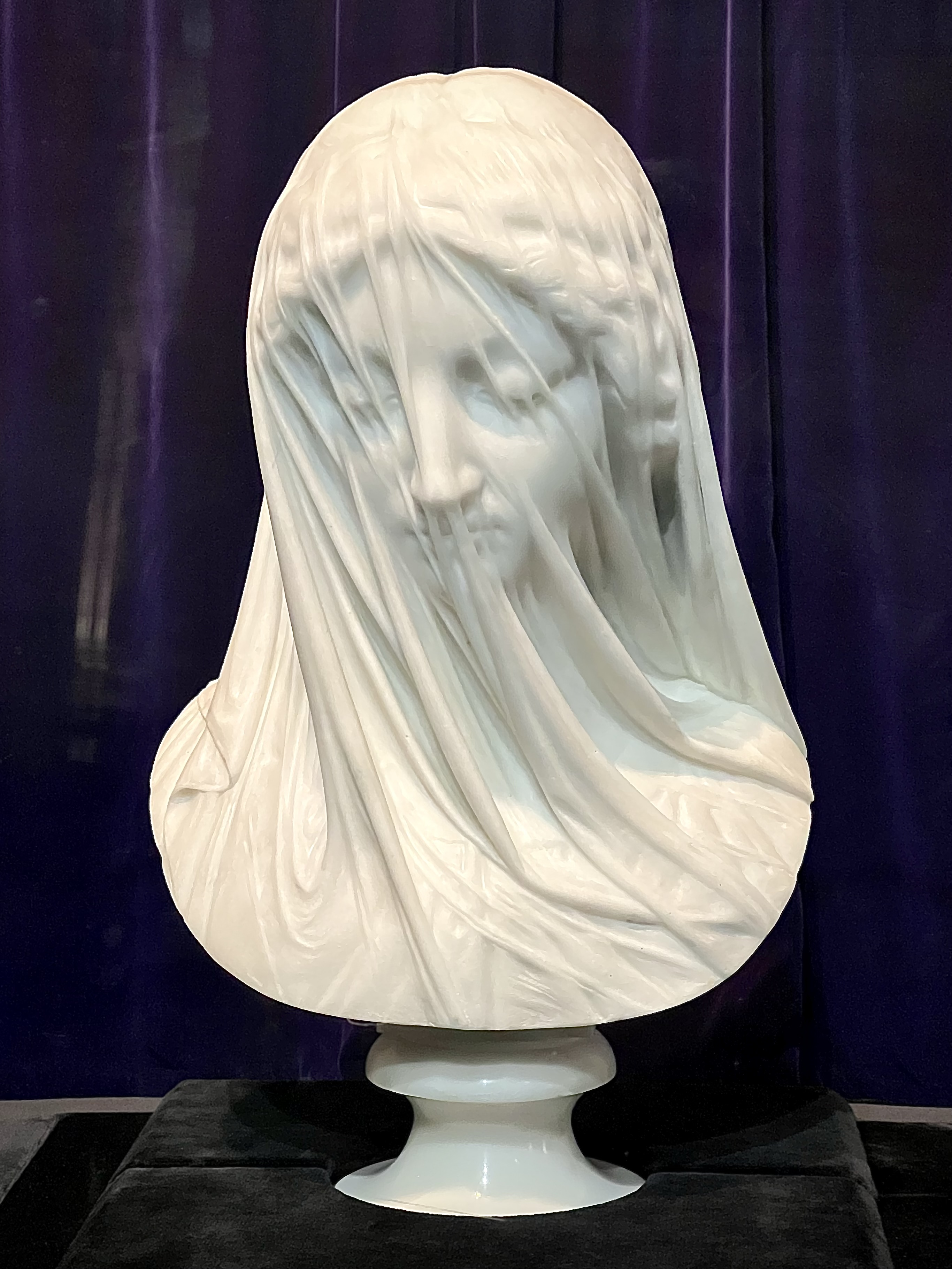
斯特拉扎的作品《面纱圣母》

喬凡尼·史特拉薩（Giovanni Strazza；1818年—1875年，又译斯德拉札或斯特拉扎），義大利雕刻家，出生於米蘭，他在西元1860年至1875年間任教於布雷拉藝術學院，知名作品有《面纱圣母》（La Vergine velata）。